# 차중광
차중광(車重光, 1945년 2월 9일 ~ 2020년 8월 27일)은 대한민국의 가수 겸 뮤지컬 배우이다. 가수 겸 미술가 차중락(車重樂)은 그의 셋째 형이고 록 음악가 겸 영화배우 차승우는 그의 아들이다.

## 생애

### 주요 이력
- 장충초등학교 졸업
- 성동중고등학교 야구부 투수
- 성균관대학교 야구부 투수
- 1969년 가수 첫 데뷔.
- 1971년 뮤지컬배우 데뷔.
- 음악 활동 이후 1986년을 전후하여 미술가와 아마추어 골퍼로도 활동.
- 2020년 8월 27일 사망.

- 출생년월일 * 1945년 2월 9일생(중구청 호적기록)으로 서울시 중구 신당동 304번지 603호에서 아버지 車駿達(차준달)과 모친 安小順의 4남으로 출생하였다. 모친은 민주공화당 성동지구 여성위원장과 어머니회장직을 오랫동안 활동하시다가 큰형 차중경 둘째형 차중덕씨가 재미사업가로 성공하여 LA로 영주권자인 고로 양친부모님은 末年에 美國서 타계하시었다.출생한 중구 신당동 넓직한 150~200평 가까운 신축양옥집에서 태어났다. 70년전 초가집 판자집도 많던 그 시절에 고가의 대리석으로 외부를 마감한 집이라면 가히 부유층집의 아들로 태어난 것이었다. 정원앞뜰 연못에 비단금붕어가 놀았던 호화로운 주택에서 태어났다.유소년기에 불렀던 初名(초명)은 明鐘(명종)이라 호칭했고 손위형 차중락은 華鐘(화종)으로 사촌형 차도균은 창종(昌鐘)으로 불리다가 1953년 12월 28일 서울지방법원 행정절차(개명처리)로 明鐘에서 重光으로 셋째형 차중락 사촌형 차도균도 동년동월 같은날짜에 改名됐으며 부친(車駿達)은 해방직전까지 京城市廳 (서울시청)공무과장직으로 건축과 토목관련 공무원이었다 해방직후 면직하고 신흥인쇄소 자본주로 사업을 시작하였다. 동업자 처남은(安長根)사장이고 부친은 자본주로 1963년까지 신당동에서 인쇄소를 운영하다 사업을 확장하여 명동(개성여고)정문 앞에 주식회사 新興印刷所(신흥인쇄소)를 경영하였다.

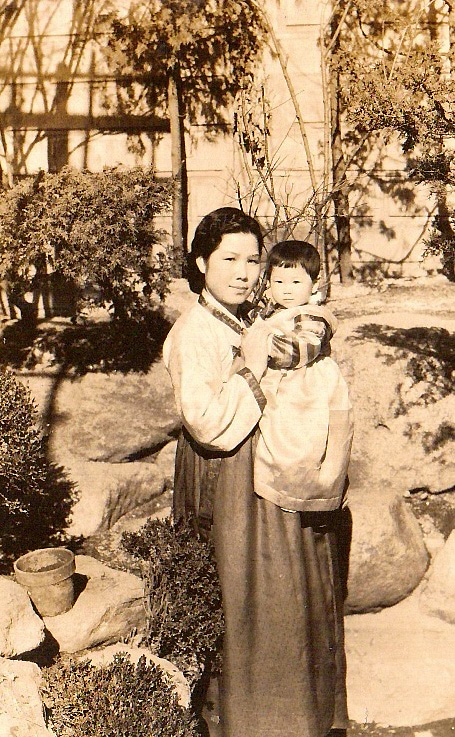
모친-신당동 304번지 자택사진 장녀 차선희 6.25전쟁 1.4후퇴 직전

現서울특별시 中區가 행정구역 편제 전엔 城東區였고 서울시의회 의원선거에 1950년대 후반과 1960대 초반까지 부친(車駿達)은 연거퍼 두 번씩 낙선하는 바람에 상당한 재산이 감소하였던 중에 불행한 일은 겹친다고 선거에 뛰어들어 운동하는 바람에 사업장 관리가 소홀한 틈에 공장장과 문서의 교정(오타수정)작업자의 치명적 활자선정인 문선작업실수로 서울시청, 육군본부,조달청 등 정부기관에 들여놓을 공문서에 한두 글자에 오타가 있었는데, 근 한 달이상 주야로 활판인쇄기로 철야작업까지 강행하여 찍었던 수 십 만장도 넘는 공문서가 휴지조각이 되어 자동적으로 파산하고 말았다.
부친은 처남(妻男)을 먼저 독립(분업)시켜 왕십리 중앙시장입구 건너에 별도 인쇄소를 개업 분업한 직후, 발생된 사건이었다. 가세가 너무 기울어지다 시피하여, 성동갑부란 소리들었던 부유층이 파산하여 중하층으로 전락하였다.당구장 탁구장이 있었던 차중광이 부른 <영원한 나의집> 바로 그집은 외사촌형 김수영이 설계 감독하에 신축한 소규모 빌딩 신당동 294-11번지 지금의 청구역부근 문화동사거리 도로변의 빌딩은 물론 150여평의 자택은 압류당하고 수천리고개(금호동)를 넘어서 금호동로터리 수도국산으로 불렸던 배수펌프장 뒷문쪽 옆에 붙었던 30평 미만의 언덕위에 적은 집을 장만하고 손위형 차중락은 수학하던 한양대학교 연극영화과를 중퇴하고 작곡가 손목인의 친족 후랭크 손이라는 유명인과 외신상담 끝에 渡日한다는 계획이 무산됐는데 법무부에서 여권이나 비자발급이 거의 어려운 시대상황하에 밀항을 결심하고 일본진출을 기도했으나 실패로 돌아갔었다. 중락형의 손위 사촌형 차도균이 라디오방송국(스타탄생)이란 신인가수선발전에 장려상으로 입상하여 먼저 가요계에 첫발을 들여 놓았다가 바로 그룹사운드 키보이스 활동을 시작하게 됐고 그림이나 그리면서 이화여대메이퀸 출신 **玉珠**란 여성은 兄 차중락이 첫사랑 했던 미모의 애인이었다. 가세가 기울어지자 애인은 미국으로 훌쩍 떠나 가버렸다. 이 사건은 故人된 차중락이 남긴 노래제목대로 영화 <낙엽따라 가버린 사랑>이란 영화가 제작되어 상영됐으나 흥행에는 성공하진 못했습니다. 감수성이 예민한 20대 초반의 청년 차중락은 가택에서 수염을 덥수룩하게 길렀을 정도로 두문불출하고 실연의 아픔을 묵묵히 이겨내던 시간을 보내던 중에 차도균이 차중락을 끌어들여 키보이스란 5인조 그룹사운드 원조보걸이 시작됐고 美 8 군 용산무대의 오디션을 보고 최고 등급의 그룹이 되었다.
그리고 키보이스의 정든배란 노래가 대 히트하자 작곡가 이봉조와 가수 현미가 차중락에게 솔로로 데뷔해 보라는 권고를 했고 차중락은 키보이스를 떠났는데 차중락이 떠난 키보이스 보컬 멤버에 차중광이 일시멤버로 자리를 채우기도 했다. 차중광의 외사촌 동갑 누이인 해방둥이 안광순(安光順)과 매부이자 명지병원 진료부원장 신혁재 박사의 부친 신일상은 박근혜 대통령과 정몽준 회장이 다녔던 장충국민학교를 나왔다.

### 학력
- 서울, 장충초등학교 졸업
- 신당동 성동중,고등학교졸업 중,고교시절 야구부 투수*
- 성균관대학교 야구부 투수[졸업미상]

## 그의 히트곡
- 《내 사랑아》
- 《낙엽 따라 왜 갔나》
- 《사랑은 줄당기기》
- 《내 사랑 미 나》

## 출연작

### 뮤지컬
- 1971년 《아가씨와 건달들》 ... 베니 사우드스트릿 역(남자 조연)
- 영화 《낙엽따라 가버린 사랑》영화1편 外 제목미상 영화에 조연으로 출연하였다.

### TV 프로그램
- 1993년 KBS 한국방송공사 《꿈의 콘서트》
- 2020년 봄철 《가요무대》혼자 또는 차도균과 함께 출연함.

## 가족 및 친척관계
* 8남 3녀 중 4남으로 출생
- 첫째형 : 차중경 (1937년 12월 5일~ ) 역도선수 출신, 파독광부 2년간 경력, 미국으로 이민감.
- 둘째형 : 차중덕 (1940년 3 월 9일~ ) 연세대학교 야구부주장 4번 타자 한양대 야구감독. 미국이민--**최불암(텔런트)과 중앙고동기동창**
- 셋째형 : 차중락 (1942년 3월 2일 ~ 1968년 11월 10일)
- 본 인 : 차중광 (1945년 2월 9일 ~ 2020년 8월 27일)
- 다섯째 : 차중용 (1947년 2월 1일 ~ ) 대한화재보험사 상무이사역임 마케팅회사 대표이사
- 여섯째 : 차중성 (1950년 1월20일 ~ ) 조선업설계기술사 (인하대학교 대학원 조선과(학사,석사)졸업
- 일곱째 : 차중화 (1953년 10월14일~ ) 서라벌고등학교 나훈아(최홍기) 후배
- 여덟째 : 차중배 (1955년12월22일 ~ ) 홍익대학교졸업 - 서울중심부 종로 명동클럽에서 <A to Z>란 락밴드 보컬
- 사촌형 : 차도균 (1940년 6월17일 ~ ) 1960년대초 라디오방송 <스타탄생>이란 가수선발전에 등단하여 장려상을 받고 가수로 활동을 시작함.
- 이종사촌형 :김수영 (1921년 11월 27일 ~ 1968년 6월 16일)詩人-김대중정부(금관문화훈장)수혜자
- 여 동 생 : 차선희 재미교포
- 둘째여동생 : 차순영 유튜브 동영상에 <낙엽따라 가버린 사랑> 히트곡을 오빠를 추억하며 부르고 있다.
- 셋째여동생 : 차선미
- 아들 : 차승우 (1978년 7월 27일 ~ )
- 딸 : 차윤주
- 외조카 : 신혁재 박사- 고양시 명지병원 진료부원장 유방,갑상선쎈터장 교수(安光順의 장남)
- 외사촌弟 : 안혁준 兒名-대장 (安賑煥) 改名 : 안혁준 (대한예수교장로회 목사)
- 외사촌누이 : 안광순 동갑 장충초등학교 동기동창